# Sofronio (nome)
Sofronio  è un nome proprio di persona italiano maschile.

## Varianti
- Maschili: Sofrone
- Femminili: Sofronia[1]

### Varianti in altre lingue
- Greco antico: Σωφρονιος (Sophronios)[2]
- Greco moderno: Σοφρώνης (Sofrōnīs)
  - Femminili: Σωφρονια (Sophronia)[2]
- Inglese
  - Ipocoristici femminili: Frona[3]
- Spagnolo: Sofronio[2]

## Origine e diffusione
Deriva dal greco antico Σωφρονιος (Sophronios), latinizzato in Sophronius, basato sul termine σωφρων (sophron), che significa "saggio", "sensibile", "prudente", "giudizioso", da cui anche i nomi Sofia e Sofocle.

## Onomastico
L'onomastico viene festeggiato l'11 marzo in ricordo di san Sofronio, patriarca di Gerusalemme. Un altro santo con questo nome, san Sofronio di Cipro, vescovo, è commemorato l'8 dicembre.
La forma femminile Sofronia lo festeggia invece il 10 maggio in memoria di santa Sofronia, vergine, anacoreta e martire a Taranto

## Persone

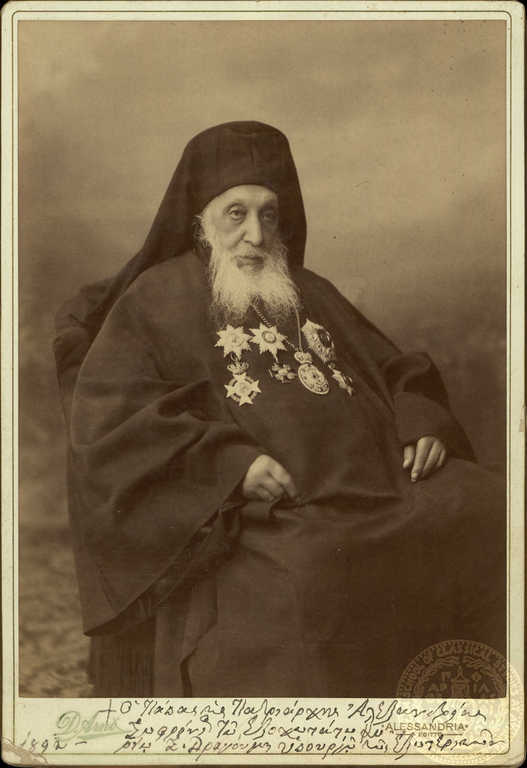
Sofronio III di Costantinopoli

- Sofronio di Gerusalemme, teologo e poeta, patriarca di Gerusalemme e santo
- Sofronio di Cipro, vescovo cipriota e santo
- Sofronio III di Costantinopoli, patriarca ecumenico di Costantinopoli
- Sofronio Eusebio Girolamo, nome completo di san Girolamo

### Varianti maschili
- Sofrone di Siracusa, scrittore e mimo greco antico
- Sofronis Avgousti, calciatore cipriota

### Variante femminile Sofronia
- Sofronia, religiosa e santa italiana

## Il nome nelle arti

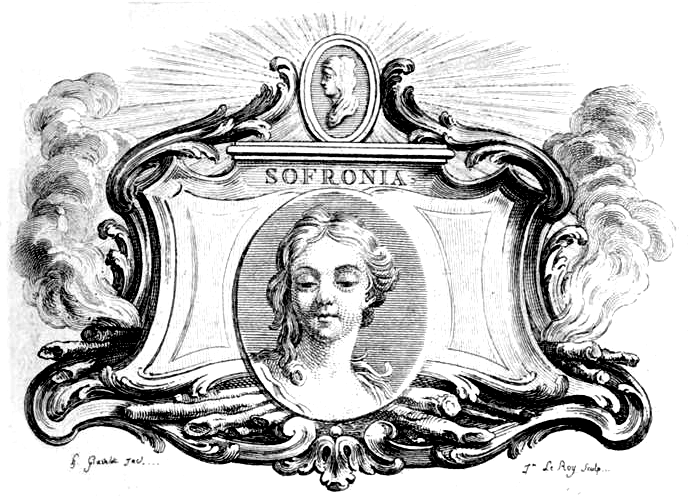
Sofronia in una edizione della Gerusalemme liberata del 1771

- Sofronia è un personaggio del poema di Torquato Tasso Gerusalemme liberata.
- Sofronia è un personaggio del romanzo di Italo Calvino Il cavaliere inesistente.